# Pintien
Il Pintien o Pintian (3.524 m s.l.m.) è un monte di Taiwan situato nella Contea di Hsinchu. Nelle sue vette si cela la sorgente del fiume Danshui.